# 莫里-蒙克吕
莫里-蒙克吕（法語：Mory-Montcrux，法語發音：[mɔʁi mɔ̃kʁy]）是法国瓦兹省的一个市镇，属于克莱蒙区。该市镇由莫里（Mory）和蒙克吕（Montcrux）两村庄组成。

## 地理
莫里-蒙克吕（49°35'31"N, 2°23'41"E）面积4.66 平方千米，位于法国上法蘭西大區瓦兹省，该省份为法国北部内陆省份，北起索姆省，西接厄尔省和滨海塞纳省，南至塞纳-马恩省和瓦兹河谷省，东临埃纳省。
与莫里-蒙克吕接壤的市镇（或旧市镇、城区）包括：昂索维莱、舍普瓦、加讷、拉埃雷勒。

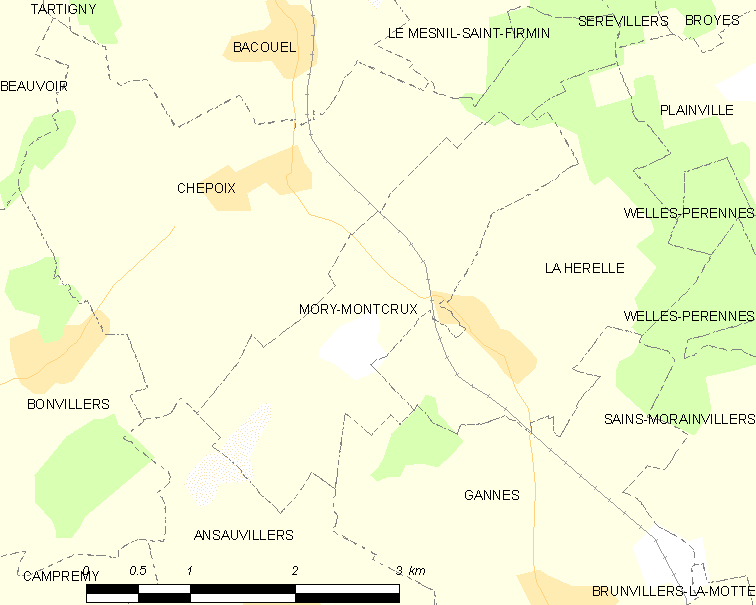
莫里-蒙克吕的OSM定位图

莫里-蒙克吕的时区为UTC+01:00、UTC+02:00（夏令时）。

## 行政
莫里-蒙克吕的邮政编码为60120，INSEE市镇编码为60436。

## 政治
莫里-蒙克吕所属的省级选区为圣瑞斯特昂绍塞县。

## 人口

1962-2008年间莫里-蒙克吕人口变化图示

莫里-蒙克吕于2022年1月1日时的人口数量为80人。